# アンドレアス・フランツ・ヴィルヘルム・シンパー
アンドレアス・フランツ・ヴィルヘルム・シンパー（ドイツ語:Andreas Franz Wilhelm Schimper、1856年5月12日 - 1901年9月9日）は、フランス帝国ストラスブール出身の植物学者。国籍はドイツである。
植物群落を植物群系に分けて分布を明らかにし、1898年に大著『生理学的基礎に基づく植物地理』を著して植物生態地理学の基礎を築き、組織学、生態学、植物地理学の分野に大きな貢献をした。
父のヴィルヘルム・フィリップ・シンパーも蘚苔学や古植物学の研究で名高い植物学者で、父ヴィルヘルムの従兄弟には同じく植物学者のゲオルク・ヴィルヘルム・シンパーや、ゲオルクの弟にして植物学者、詩人であったカール・フリードリヒ・シンパーがいる。

## 生涯
1856年5月12日、フランス帝国ストラスブールに植物学者であった父ヴィルヘルムの元に生まれる。
ストラスブール大学に進学し、1874年に植物学を修める。1878年に博士号を修得し、リヨンで働いた。
1880年、アメリカに留学。ボルチモアやマサチューセッツに滞在し、ジョンズ・ホプキンス大学の研究員となった。1880年から1883年にかけて北アメリカや西インド諸島を旅行した。また、1886年にはブラジル、1889年はセイロン（現:スリランカ）やジャワを旅行した。この間に熱帯植物に関心を示すようになる。
1882年にライン・フリードリヒ・ヴィルヘルム大学ボンの植物学研究所に務めていたポーランド出身の植物学者であるエードゥアルト・シュトラースブルガーの助手となり、シュトラースブルガーから指導を受けた。なお1886年に同大学の講師、1890年に助教授を務めた。
1898年から1899年にかけてドイツで行われた深海探検（バルディビア遠征）に参加した。
1898年、自身が旅行した世界各地の調査結果や深海調査結果に基づいて植物地理学の研究の大著『生理学的基礎に基づく植物地理』を著した。また同年、スイスのバーゼル大学の教授に就任するが、アフリカを探検中にマラリアに感染し、1901年9月9日にバーゼルで没した。

## 業績
植物地理学を代表する大著『生理学的基礎に基づく植物地理』は1898年に著され、植物群系をまとめた著書で、植物の分布に及ぼす環境要因が記されている。
また、食虫植物の研究、特に熱帯に見られるアリ植物の研究が名高い。

## 科学論文
- A. F. W. Schimper (1883), "Über die Entwicklung der Chlorophyllkörner und Farbkörper", Botanische Zeitung (ドイツ語), vol. 41, col.  105–120, 126–131 und 137–160
- Syllabus der Vorlesungen über pflanzliche Pharmacognosie. - Strassburg : Heitz, 1887. デジタル化された論文
- A. F. W. Schimper (1888年), Die epiphytische Vegetation Amerikas (ドイツ語), Jena: Gustav Fischer Verlag, 162 Seiten
- A. F. W. Schimper (1900年), Anleitung zur mikroskopischen Untersuchung der vegetabilischen Nahrungs- und Genussmittel : mit 134 Abb. (ドイツ語), Jena: Gustav Fischer Verlag, 158 Seiten